# Chrysanthemum pacificum
Espèce
Classification phylogénétique
Chrysanthemum pacificum est une espèce de plantes à fleurs appartenant au genre Chrysanthemum de la famille des Asteraceae. Cette espèce est originaire de l'Asie du Sud-Est, du Japon et de Corée. Elle est utilisée comme plante d'ornement. Il donne de très bons résultats en rocaille mais aussi en grosses potées ou jardinières.
Il est parfois appelé « chrysanthème Ajania ».
Zones de rusticité USDA : zone 6 à 9, il peut supporter de courtes gelées de -15 °C.
C'est une plante vivace qui, à taille adulte, forme un petit buisson de 0,30 cm à 0,50 cm en hauteur comme en largeur. Une taille est souvent nécessaire, juste après la floraison pour le maintenir compact et favoriser les repousses de la souche car en vieillissant, il a tendance à se dégarnir de la base.
Il est facile à multiplier par rejets, bouturage de tiges ou marcottage.
C'est une plante qui aime le soleil mais supporte la mi-ombre.
Il aime les sols drainés et très résistant, supporte parfaitement la sécheresse et les embruns.
C'est une plante nectarifère et mellifère, très utile pour la protection et la survie des insectes au jardin.
Il en existe plusieurs cultivars, dont « Atlanticum » qui a un feuillage foncé à feuilles étroites et « Pink Ice » qui a de petites fleurs rehaussées de rose vif.
La floraison de cette espèce a lieu en automne.

## Synonymes
- Ajania pacifica (Nakai) K.Bremer & Humphries
- Dendranthema pacificum (Nakai) Kitam.
- nom au Japon: Isogiku
- nom vernaculaire : Chrysanthème du Pacifique
- pour les anglophones : Japanese Chrysanthemum